# Kerepeczky György
Kerepeczky György (Budapest, 1959. szeptember 14. –) labdarúgó, hátvéd.

## Pályafutása
A Bp. Honvéd csapatában mutatkozott be az élvonalban 1980. augusztus 9-én a Békéscsaba ellen, ahol csapata 1–1-es döntetlent ért el. 1980 és 1987 között 120 bajnoki mérkőzésen szerepelt kispesti színekben és öt gólt ért el. Négy bajnoki címet és egy magyar kupa-győzelmet szerzett a csapattal.
Az 1987–88-as idény közben szerződött Békéscsabára, ahol tagja lett a magyar kupa-győztes csapatnak. 1988 és 1991 között a Dunaújváros csapatában szerepelt. Egy idényt az élvonalban, kettőt a másodosztályban. Az 1991–92-es idényben három mérkőzésen szerepelt a bajnoki negyedik Siófoki Bányász csapatában. Utolsó mérkőzésen az MTK–VM ellen 1–0-s vereséget szenvedett csapata.

## Sikerei, díjai
- Magyar bajnokság
  - bajnok: 1983–84, 1984–85, 1985–86, 1987–88
  - 3.: 1982–83
- Magyar kupa (MNK)
  - győztes: 1985, 1988
  - döntős: 1983